# British Rail 320 sorozat
A British Rail 320 sorozat egy angol 25 kV 50 Hz-es váltakozó áramú, háromrészes villamosmotorvonat-sorozat. Összesen 22 motorvonatot gyártott a BREL York-ban.
A vonatokat a First ScotRail üzemelteti. A sorozat a British Rail 321 háromrészes változata. Rövid távú utazásokhoz tervezték, emiatt nincs benne WC.